# موهوبون في خطر
الطلاب الموهوبون [بحاجة لمصدر] في خطر. هم أكثر من الطلاب العاديين[بحاجة لمصدر] عرضة للفشل الدراسي ومواجهة قضايا اجتماعية وعاطفية. ورد هذا المفهوم بشكل رسمي عام 1972 في الولايات المتحدة في تقرير مارلاند (Marland)، مفوض الولايات المتحدة للتربية والتعليم آنذاك، مارلاند:

في واقع الأمر، يعاني الأطفال الموهوبون والمتفوقون حرمانًا، وأضرارًا نفسية، وخللاً دائمًا في التعامل مع قدراتهم للعمل بشكل جيد الذي يساوي أو يفوق الحرمان المماثل الذي تعاني منه أية مجموعة سكانية أخرى ذات احتياجات خاصة يقدمها مكتب التربية والتعليم.

## المخاطر المحددة
للوهلة الأولى، يبدو تمييز الأطفال الموهوبين «المعرضين للخطر» أمرًا مشكوكًا فيه بالنسبة لأولئك الذين لم يعتادوا على البحث[بحاجة لمصدر] . ومع ذلك، تم سرد المخاطر التالية في التنمية الاجتماعية، والعاطفية لرعاية الموهوبين:
- الإحباط، والتهيج، والقلق، والملل، والعزلة الاجتماعية. (ص 11)
- العزلة الاجتماعية والتوتر الشديد بين أولئك الذين لديهم معدل ذكاء أكبر من 160. (ص 14)
- صعوبة تكوين صداقات بسبب المفهوم المتقدم للصداقة، معظمهم من الأطفال الأقل من سن 10 سنوات. (ص 23)
- عدم وجود الدافع، وانخفاض احترام الذات، والرفض الاجتماعي بين الموهوبين بصورة استثنائية. (ص 26)
- الوعي العاطفي الذي يفوق قدرتهم على السيطرة. (ص 34)
- صعوبة في تكوين علاقات مع أقرانهم تتناسب مع معدل ذكائهم. (ص 35)
- الشعور بالوحدة، والقلق، والشعور بالرهبة، والمشاكل الشخصية، والخوف من الفشل، والكمالية. (ص 43)
- تدني اكتساب القبول الاجتماعي (ص 64)
- نقص المرونة بسبب الأعمال السهلة حسنة النية، ولكنها تنطوي على مديح مضلل (ص 65)
- زيادة الكمالية طوال سنوات الدراسة بين الفتيات. (ص 75)
- الخوف من الفشل وتجنب الخطر بسبب الكمالية. (ص 75)
- الاكتئاب بين الموهوبين المبدعين. (ص 93)

هناك علاقة سبب ونتيجة بين احتياجات الطلاب الموهوبين التربوية التي لم تتم تلبيتها والمخاطر المذكورة أعلاه. “...تشير البحوث إلى أن العديد من الصعوبات العاطفية والاجتماعية التي تواجه الطلبة الموهوبين تختفي عندما يتم تكييف المناخات التعليمية طبقًا لمستواهم وسرعة تعلمهم.”
ولقد حصرت ليندا كيرج سيلفرمان (Linda Kreger Silverman) هذه المخاطر الإضافية:
- رفض القيام بالمهام الروتينية المتكررة
- نقد الآخرين بشكل غير لائق
- عدم الوعي بالأثر الواقع على الآخرين
- صعوبة في تقبل النقد
- إخفاء المواهب للتناسب مع الآخرين
- عدم الانسجام ومقاومة السلطة
- العادات الدراسية السيئة

علاوة على ذلك، هناك أدلة غير مؤكدة على وجود مشاكل التغيب عن المدرسة عند الأطفال الموهوبين، الذين يغيبون أحيانًا عن المدرسة بسبب الانفصال، والأسوأ من ذلك، الخوف من البلطجة. في عام 1999، تم تقديم تشريع في ولاية كولورادو للاعتراف بالمخاطر التي تحيط بالطلاب الموهوبين، التغيب عن المدرسة كعامل، ولكن مشروع القانون لم يصبح قانونًا.
وأخيرًا، تحليل ميتا من مقال «الطلاب الموهوبون الذين يتسربون من هم ولماذا: مراجعة تحليلية ميتا للأدب» لكاسكالوغلو (Kaskaloglu) تظهر نقطتين رئيسيتين. أولاً، 4.5% من المتغيبين في المدارس الثانوية هم من الموهوبين، ويرجع ذلك بصورة جزئية لمشاكل ذات صلة بالمدرسة s. لفهم معدل التسرب، لا بد من الأخذ بعين الاعتبار أن الدراسة المستشهد بها تشير إلى النسبة المئوية للأطفال الذين تسربوا والذين سجلوا فوق 130 في اختبار معدل الذكاء. ويتوقع المرء نسبةً مئويةً صغيرةً جدًا من هؤلاء الأطفال الذين يتسربون من المدرسة، نظرًا لسهولة تفوقهم في المدرسة. وقد يكون من الصعب تبرير توقع نسبة واحد من كل عشرة أطفال. ولذلك، فمع وجود نسبة 2.27٪ فقط من الأشخاص الذين سجلوا أكثر من 130 في اختبارات الذكاء، فإن توقع نسبة أكبر من 0,227٪ من المتسربين الموهوبين يعد أمرًا نادر الحدوث ظاهريًا. ولكن للأسف، فإن النسبة المئوية الفعلية أقرب إلى عشرين ضعفًا لهذه النسبة. ووفقًا لفخ الإنجاز، فإن هذه المشكلة أكثر وضوحًا بين الأطفال المحرومين اقتصاديًا.

## كتابات أخرى
- Davidson, Jan and Bob, with Vanderkam, Laura (2004). Genius Denied: How to Stop Wasting Our Brightest Young Minds. New York, NY: Simon and Schuster.
- Neihart, M., Reis, S., Robinson, N., Moon, S. Ed. (2002). The Social and Emotional Development of Gifted Children: What Do We Know? Waco, TX: Prufrock Press.
- Silverman, L. K. (1993). Counseling the Gifted and Talented. Denver, CO: Love Publishing Company.

## وصلات خارجية
- Achievement Trap: How America Is Failing Millions of High-Achieving Students from Lower-Income Families
- Hoagies' - Gifted Students At Risk
- Overlooked Gems: A National Perspective on Low-Income Promising Learners
- SENG - Gifted kids at risk: Who's listening?